# معركة الطائف
حدثت معركة الطائف بين الثورة العربية المدعومة من بريطانيا العظمى، وبين الجيش العثماني في مدينة الطائف، وكان ذلك في شهر يوليو عام 1916م، حيث تلقى الثوار العرب الدعم من البريطانيين من البنادق والمدافع بغرض إسقاط الدولة العثمانية في زمن الحرب العالمية الأولى، وكانت النتيجة انتصار التحالف على العثمانيين في الطائف.

## احتلال الحامية العثمانية
وقد كان للدولة العثمانية حامية في الطائف يعسكرون بها وذكر ان عبد الله بن الحسين قد أرسل اليها قبيلة الطلحات من هذيل وال حجه من بني سفيان و بني شهر بزعيم وحيد اسمه محمد الجبيري الشهري تشيخ كتيبة بمئة فارس فأغاروا على الحامية وكانت في منطقة ام السكارى بالطائف فقتلوا حاميتها وضبطوها وأنسحب الترك من جبال الطائف الى هضاب الشريف 

##### ما ذكر في جريدة القبلة
ذكر في جريدة القبلة 1916 م. ما يفيد خروج جيش معركة الطائف الجنوبي وهو متكون من قبيلة الطلحات من هذيل بقيادة الشيخ مسعود الطلحي الهذلي وأيضا ال حجة من بني سفيان وشيخهم ابن جملة السفياني ومحمد بن عمار أغاروا جميعهم على حامية الأتراك في هضبة ام السكارى بالطائف وقتلوا كل حامية تلك الهضبة عن أخرهم واستولوا على الهضبة. وذكرت الجريدة تفاصيل المعركة. فقيل خرج الطلحات من هذيل وال حجه من بني سفيان في الساعة السابعة ليلا فذهب الطلحات الى جبل أم الادم الذي يقابل هضبة أم السكارى غربا وأن يصعد بعضهم الى ام السكارى حتى يقتربوا من أماكن العدو دون أن يشعر أحد بهم . وخرج ال حجه من بني سفيان الى سفوح الهضبة لكي يمنعوا مجيء المدد للحامية وليمنعوا المهزومين من الفرار . وكان موعد القتال الفجر حيث بدأ الطلحات من هذيل بأطلاق النار ليحولوا انظار الاتراك اليهم ويصرفوا اذهانهم. حتى يباغت بقية الطلحات الموجودين قرب الهضبة الأتراك ويهاجمونهم بالأسلحة البيضاء ففعلوا ذلك وقتلوا جميع جنود الحامية العثمانية. وقد سمعت ثكنة ام الكبرى العثمانية صوت أطلاق النار وهي تبعد 15 دقيقة عن حامية ام السكارى المذكورة .فقابلوهم ال حجة من بني سفيان بأطلاق النار فجرحوا 85 رجل ولم يذكر كم مات منهم. وقد أطلقت الثكنات العثمانية 149 قنبلة على جيش الطلحات من هذيل وال حجة من بني سفيان كما ذكر في تقاريرهم الرسمية. ولكن لم ينجحوا في صد هجومهم وسيطرت القبائل على الهضبة والحامية والمدافع. وكان نتيجة ذلك انسحاب جيوش العثمانيين من مناطق عديدة في الطائف 

## هامش
- هضبة ام السكارى والمعروفة اليوم في حي السلامة غرب الطائف